# Neutor w Norymberdze
Nowa Brama – renesansowa brama, znajdująca się w Norymberdze, umieszczona w ciągu średniowiecznych murów miejskich. Brama znajduje się przy baszcie Neutorturm.